# Tommy Morrison
 Tommy Morrison (født 2. januar 1969, død 1. september 2013) var en amerikansk sværvægtsbokser og skuespiller. I 1993 blev han verdensmester i det mindst anerkendte bokse-verdensforbund WBO. Han er grannevø af skuespilleren John Wayne. Han havde rollen som Tommy Gunn i spillefilmen Rocky V.
Etter en fantastisk amatørkarriere med 49 ud af 50 sejre, deltog han i kvalificering til olympiaden i 1988. Her tabte han imidlertid en splittet point afgørelse mod Ray Mercer.
Morrison blev professionel i 1988 og var det store hvide sværvægts-håb. Hans venstre hook var kendt som en af de mest brutale i sværvægts-klassen.
Morrison var ubesejret da han mødte Ray Mercer om WBO titlen i 1991. Etter at have domineret kampen blev han brutalt slået ud i 5. omgang og fik sit første forsmedelige nederlag. I 1993 fik han imidlertid chancen igen, og boksede mod George Foreman om den ledige WBO titel. Morrison boksede smart over 12 omgang og blev verdensmester på point. Efter sejren var en storkamp mod Lennox Lewis nært forestående, men et overraskende nederlag mod ukendte Michael Bentt slukkede alle lys for Morrison. I 1995 blev det alligevel til en kamp mod Lewis, men dette var ingen titelkamp da Lewis blev slået ud året før og mistede sin titel. Morrsion bar præg af at være over toppen, og blev gradvis plukket fra hinanden før dommeren stoppede kampen i 6 omgang. Året efter fik Morrison dog mulighed for at hilse på en anden stor bokser. Han mødte Razor Ruddock i et sidste forsøg på at redde sin karriere. Razor Ruddock slog Morrison i gulvet i 1 omgang og dominerede kampen. I 6 omgang ramte Morrison dog med en venstre uf af intet og sendte Ruddock i kanvassen. Ruddock var tydeligt ude af stand til at fortsætte og kampen blev stoppet. Morrison havde taget et stort skridt i den rigtige retning.
Samme år testede han positivt for HIV. Bokselicensen blev inddraget og karrieren var forbi. Testen vakte stor opsigt, men Morrison nægtede alligevel at han kunne være smittet af den dødelige virus. Han har over mange år aflagt nye tests og alle har vært negative, men boksekommissionen har alligevel nægtet ham ny licens. Han fik dog nogle få kampe i udlandet men kun sporadisk og mod middelmådige modstandere.
1. september i 2013 døde Morrison på et sygehus i Omaha Nebraska. Dødsårsagen er endnu ikke offentliggjort. Han blev 44 år.